# Lopud
Lopud je ostrov v Jaderském moři o rozloze 4,6 km², který se nachází poblíž Dubrovniku a je součástí Chorvatska. Žije zde asi 250 obyvatel. Je součástí tzv. Elafitských ostrovů.
Na ostrově se nachází jediná obec – a to Lopud (stejného názvu), která je umístěna na severozápadním pobřeží ostrova. Zde žije většina obyvatel, která se živí rybářstvím, případně turistikou. V jeho blízkosti se nachází několik menších kostelů, rovněž zde existuje i františkánský klášter. Na jihovýchodním břehu ostrova se rozkládá pláž s názvem Šunj.
Na nejvyšším vrchu ostrova se nachází španělská pevnost Sutvrač, která byla dokončena v roce 1563 a která je v 21. století postupně obnovována. Ruiny pevnosti jsou častým turistickým cílem, neboť nabízí výhled jak na ostrov samotný, tak i na okolní Jaderské moře.

## Osobnosti
Ostrov si k rekreaci oblíbily české osobnosti již za První republiky:
- Básník Hanuš Jelínek zde napsal báseň, opěvující ostrov. [1]
- Malíři Jindřich Štyrský a Toyen sem jezdili na léto v letech 1922–1924.[2]
- Dne 14. května 1931 při koupání v Dračí zátoce moře zde zemřel na srdeční mrtvici český spisovatel a politik Viktor Dyk. K připomenutí této události byl postaven památník od Nikoly Dobroviće, obnovený v 90. letech.

## Stavby
- Grand Hotel Lopud
- Vila Vesna

## Galerie

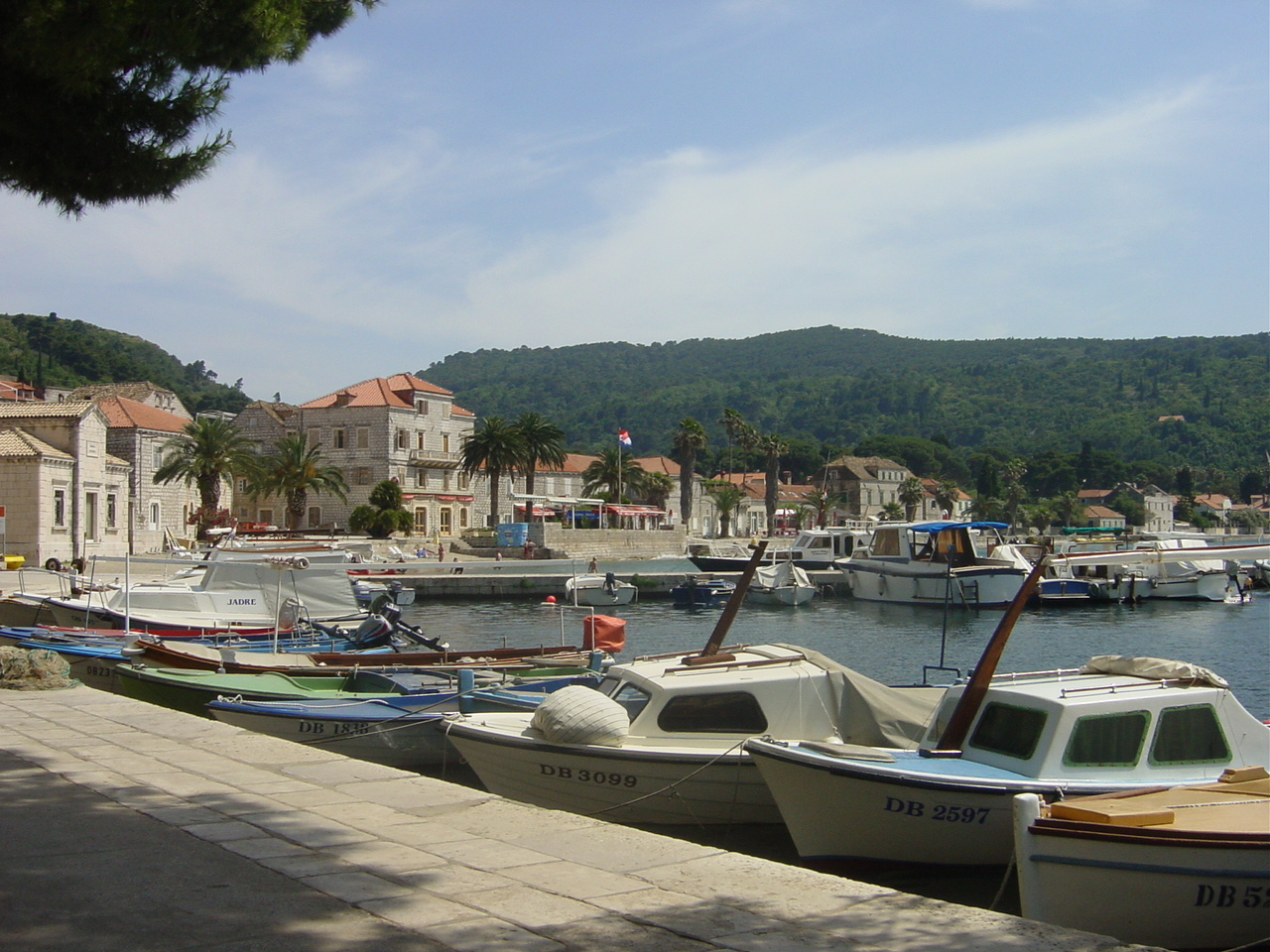
Přístav na Lopudu
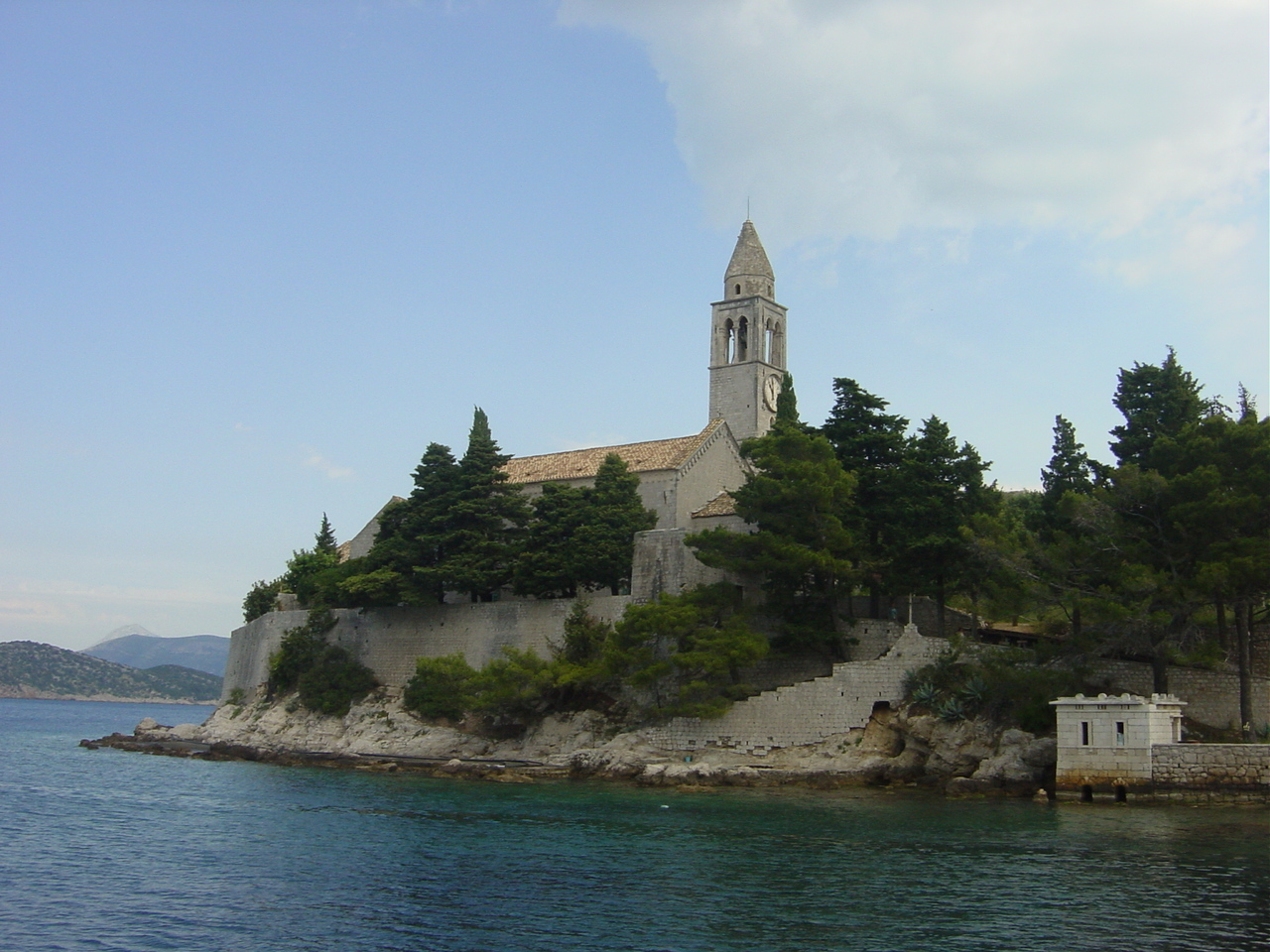
Františkánský klášter
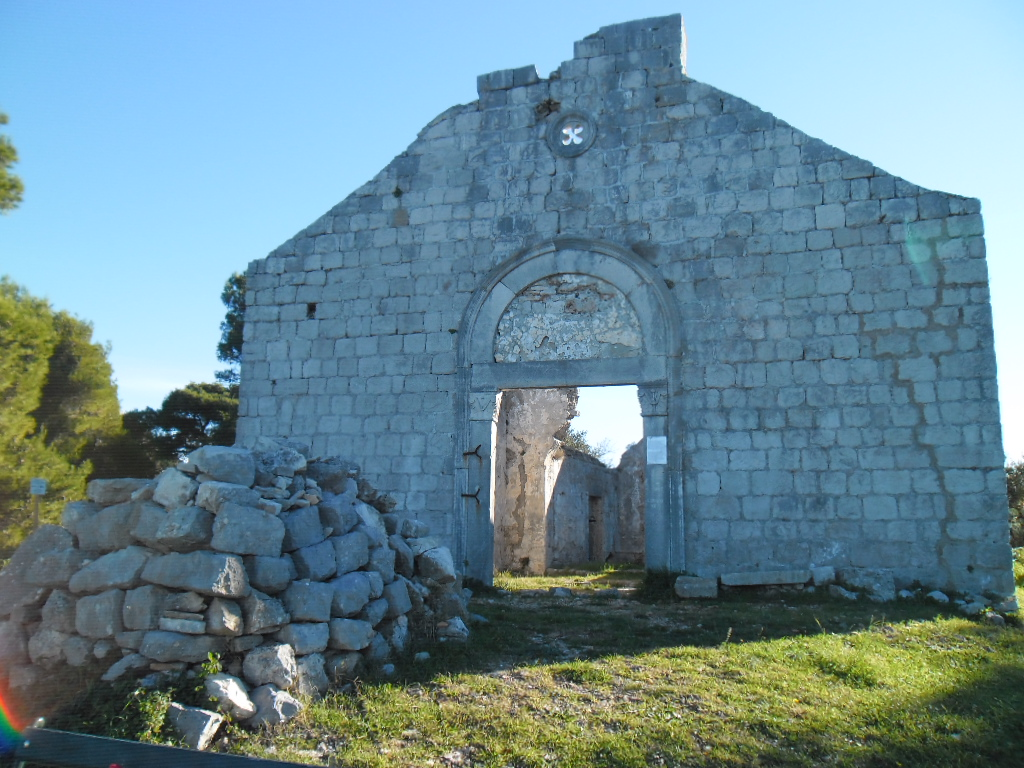
Kostel sv. Jana
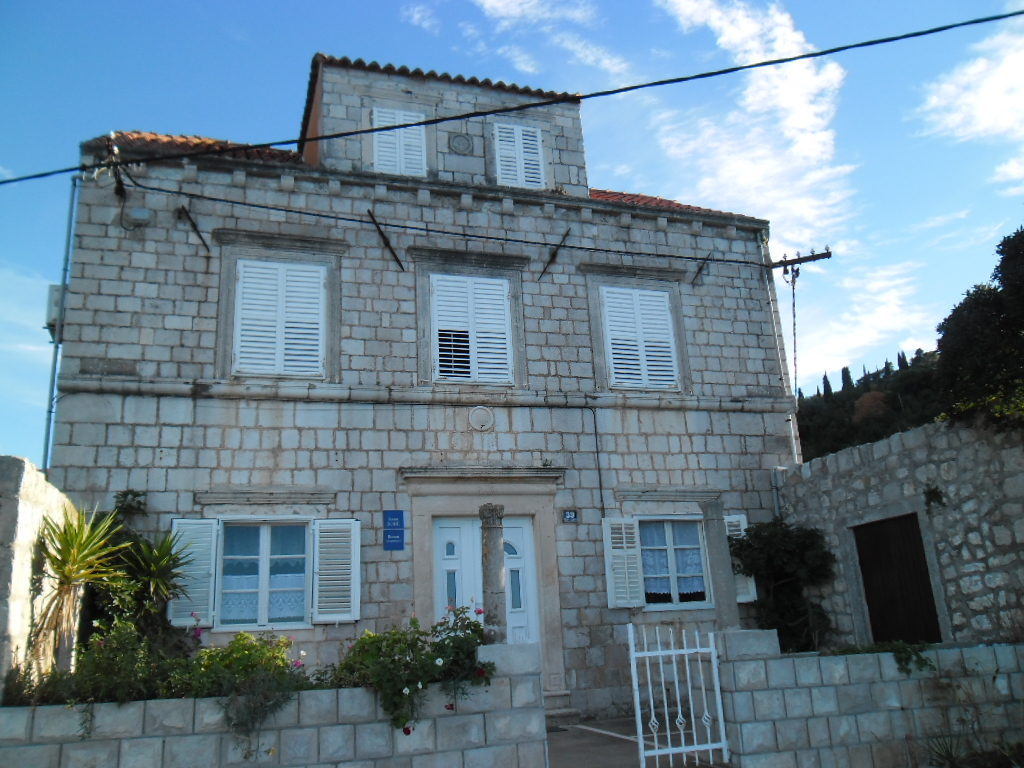
Jeden z domů na ostrově